# Schlosswerft
Die Schlosswerft in Harburg ist eine ehemalige Werft mit interessanter Geschichte, die 1884 von Reinhold F. Holtz gegründet wurde. Sie musste 1930 schließen und wurde zum Bau von Tragflügel-Schnellbooten 1940 wieder eröffnet.

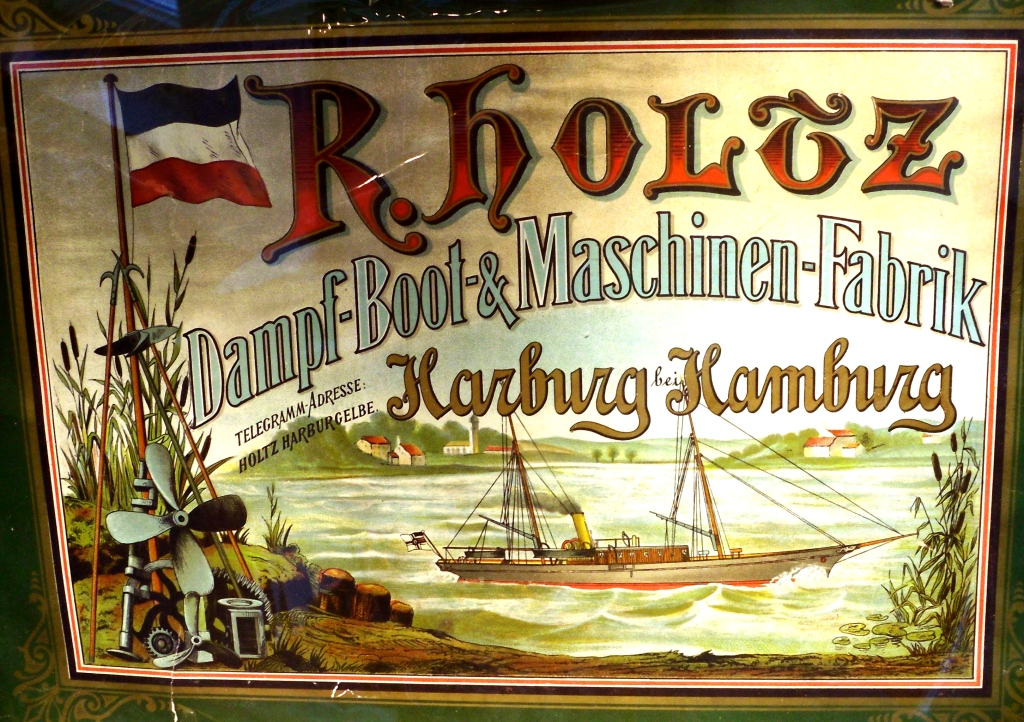
Firmenschild der Schloßwerft von Reinhold F. Holtz

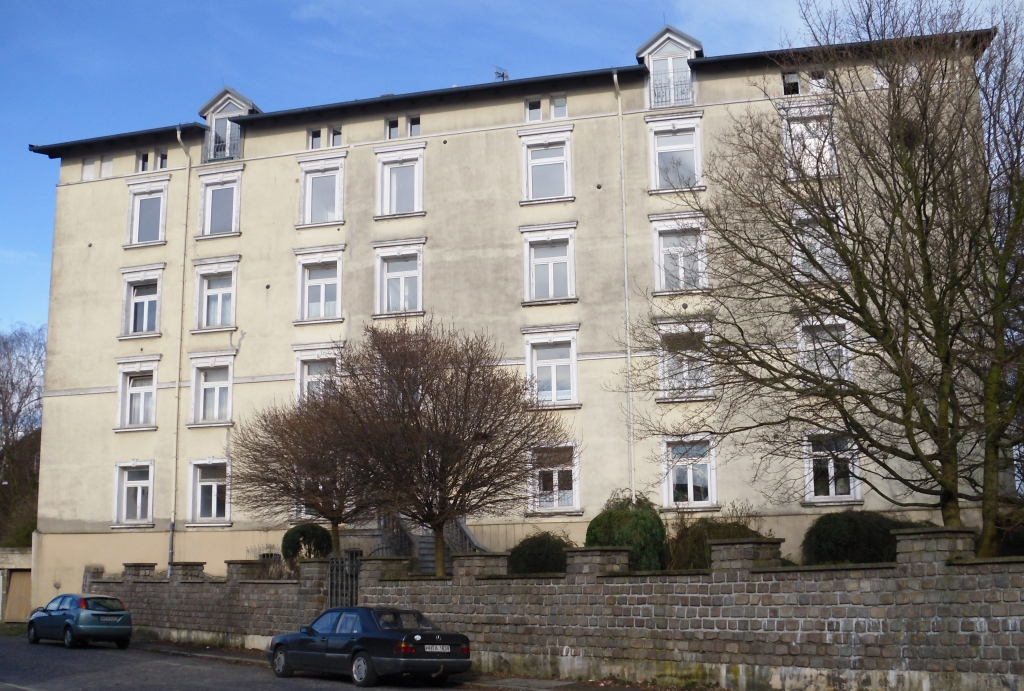
Verbliebenes Gebäude des Harburger Schlosses auf der Zitadelleninsel

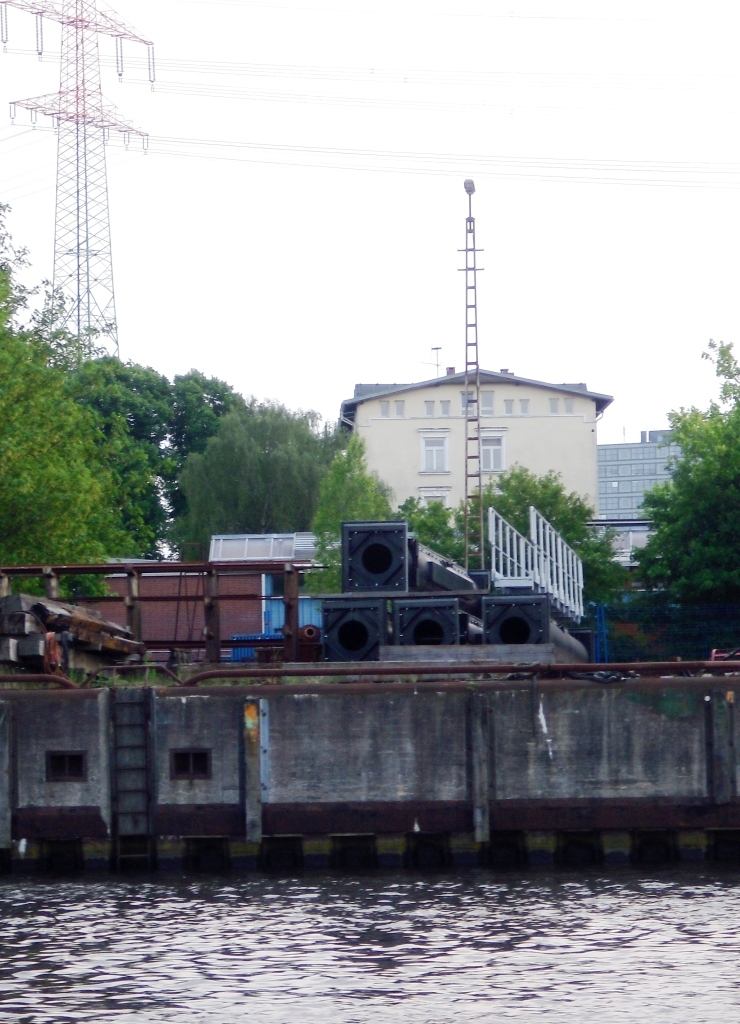
Harburger Schloßreste, Blick von der Wasserseite

## Binnenhafen Harburg (1539)
Harburg wurde im Jahr 1137 als Horeburg (Sumpfburg) zum ersten Mal erwähnt. Die Burg wurde zur Zitadelle mit umgebenden Wasserflächen ausgebaut und später zum Harburger Schloss umgewandelt. 1813 bezog das Amt Harburg die verbliebenen Schlossgebäude. Aus den erweiterten Wasserflächen des Schlossgrabens wurden Hafenbecken und ein Binnenhafen (Dockhafen), der über eine, zeitweise zwei Schleusen mit der Elbe verbunden war. Harburg erhielt 1529 das Marktrecht, 1539 einen Holzhafen und erste Werften entstanden.
In der zweiten Hälfte des 19. Jahrhunderts entstand nach dem Bahnanschluss um den Hafen ein aufblühender Industriestandort. Im Laufe der Zeit entwickelte sich auf der Zitadelleninsel ein Zentrum des Harburger Schiffbaus. Der Binnenhafen wurde weiter ausgebaut und deutlich vergrößert. Die Baumaßnahmen waren bis 1895 abgeschlossen. Der Hafen verfügte über rund 27 Hektar Wasserfläche und fast 10 Kilometer Kailänge, von der fast 8 km mit Eisenbahnschienen und Umschlagsplätzen ausgestattet war. Neben firmeneigenen Kraneinrichtungen gab es fast 40 staatliche Kräne.

## Werften

### Övelgönne (1876)
R. Holtz hatte 1876 in Övelgönne bei Altona seine erste Werft gegründet und hier kleine Holzboote mit und ohne Dampfantrieb gebaut. Die Maschinenanlagen wurden von anderen Firmen bezogen. Da er in Övelgönne jedoch keine Möglichkeiten zur räumlichen Expansion hatte, verlegte er seinen Betrieb nach Harburg.

### Die Schlosswerft (1884)
Auf der Schlossinsel befand sich direkt neben dem Schloss die Schlosswerft, die von Reinhold Holtz 1884 gegründet wurde. Hier konnte er neben den Schiffbauwerkstätten und Slippanlagen auch eine Maschinenwerkstatt, Modelltischlerei, Eisen- sowie Metallgießerei einrichten und die benötigten Maschinen und Dampfkessel in eigenen Werkstätten produzieren.
Als die letzte Behörde 1897 aus dem Schloss in das neue Landratsamt in der Eissendorfer Straße (Harburg) zog, nutzte Holtz die Möglichkeit und erwarb 1900 die Grundstücke mit Gebäuden. Der Ostflügel des Harburger Schlosses wurde um 1900 zu einem repräsentativen Wohnhaus der Familie Holtz umgebaut, außerdem befanden sich hierin auch Werftbüros. 1972 wurde der Ostflügel abgerissen. Der Westflügel wurde ein Mietshaus für die Werftarbeiter. Das Gebäude steht heute noch und zählt zu den ältesten in Harburg.
Holtz baute und reparierte vorwiegend Boote und Binnenschiffe und bis 1917 nur vereinzelt Schlepper, Dampfbarkassen, kleine Fahrgastschiffe und Seeschiffe. Die Ideen und Nachfrage für den überwiegenden Teil seiner Produktion ergab sich aus den Ansprüchen der in Harburg ansässigen Kautschuk- und Ölindustrie und den Eigenheiten der Herkunftsländer des Rohstoffes. Als Spezialität produzierte die Werft daher Brandungsboote und zerlegbare Flussschiffe für den Transport von Kautschuk, Palmkernen sowie Kokosnussöl und Kopra. Erst ab 1913 entstanden hier andere Dampfschiffe, Dampfschlepper und ab 1917 vermehrt Fischdampfer bis 300 BRT für Hamburger Reedereien und die Kaiserliche Marine. Die Schlosswerft profitierte von der schnell wachsenden industriellen Entwicklung des Reiches und die Zitadelleninsel bot aufgrund der schnellen Expansion und wachsenden Schiffsgrößen um die Jahrhundertwende nicht mehr genug Platz zum Bau und Reparatur der Schiffe.

### Norderwerft (1905/06)
Daher errichtete Holtz 1905 in Hamburg am Reiherstieg eine neue Werft, die Norderwerft, die mit fünf Slipanlagen und einem Schwimmdock ausgestattet wurde. Am Ende des Ersten Weltkrieges wurde dieser Betrieb an die Vereinigte Elbe- und Norderwerft verkauft.

### Weltwirtschaftskrise (1930) – Scheel und Jöhnk (1933)
Der Börsencrash und die dadurch ausgelöste Weltwirtschaftskrise hielt bis Oktober 1929 an. Die Harburger Industrie war davon schwer getroffen, noch schlimmer traf es jedoch die Werftindustrie. Unter den Opfern war auch die Schlosswerft. Holtz musste die Werft 1930 schließen. Einige der Mitarbeiter wie Scheel und Jöhnk gründeten 1933 auf der Zitadelleninsel eine neue Werft, die heute noch als Jöhnk Werft besteht.

### Gebrüder Sachsenberg (1940–1945)
Die Gebrüder Sachsenberg AG übernahmen am 16. März 1940 das Gelände der Schlosswerft als Zweigwerft und bauten hier die mit Freiherr von Schertel neu entwickelten Tragflügelboote. Schertels größter Erfolg vor dem Krieg war eine Demonstration für die Köln-Düsseldorfer Deutsche Rheinschiffahrt AG mit seinem achten Versuchsboot Silbervogel. Mit diesem Boot und 7 Passagieren führte er im April 1934 eine erfolgreiche Demonstrationsfahrt von Mainz nach Köln und zurück durch. Das Boot hatte eine Leistung von 50 PS und erreichte eine Geschwindigkeit von 55 km/h.
Hintergrund zum Erwerb der Schlosswerft war das Interesse der Wehrmacht und Marine an sehr schnellen Schiffen des 1936 gegründeten Schertel-Sachsenberg-Schnellboots-Konsortiums. Die Aktivitäten verteilten sich auf die Sachsenberg-Werft in Roßlau an der Elbe, auf Versuchsanstalten in Berlin und Luckenwalde sowie die für diesen Zweck ausgebaute Schloßwerft in Hamburg-Harburg. Im Rahmen dieser Aktivitäten sind Tragflügelboote unterschiedlicher Größe von 5 bis 100 Tonnen entstanden, in Rosslau die kleineren und in Harburg die größeren. Die Kriegsmarine gab insgesamt 16 und das Heer zwei dieser neuartigen Schiffe in Auftrag. 11 Tragflügelboote wurden in Rosslau und 7 auf der ehemaligen Schloßwerft in Harburg gebaut. Mit den Typen "VS-8" und "VS-9" und Bau-Nummern 1689 und 1690 wurden auf der Werft die seinerzeit größten Tragflächenboote für den Nachschub-Verkehr über das Mittelmeer entwickelt, gebaut und erprobt. Sie erhielten ihre Namen SCHELL 1 und SCHELL 2 nach dem General Adolf von Schell, der durch den Schell-Plan bekannt wurde.